# Quadrivelocitat

Diagrama de Minkowski de quatre velocitats escrit per a la Viquiversitat: Curs de relativitat especial i passos cap a la relativitat general.

En física, en particular en relativitat especial i relativitat general, una velocitat de quatre és un vector de quatre en l'espai-temps de quatre dimensions que representa la contrapartida relativista de la velocitat, que és un vector tridimensional a l'espai.
Els esdeveniments físics corresponen a punts matemàtics en el temps i l'espai, el conjunt de tots ells junts formant un model matemàtic de l'espai-temps físic de quatre dimensions. La història d'un objecte traça una corba en l'espai-temps, anomenada la seva línia del món. Si l'objecte té massa, de manera que la seva velocitat és necessàriament menor que la velocitat de la llum, la línia del món es pot parametritzar pel temps propi de l'objecte. La velocitat de quatre és la velocitat de canvi de quatre posicions respecte al temps propi al llarg de la corba. La velocitat, en canvi, és la velocitat de canvi de la posició a l'espai (tridimensional) de l'objecte, tal com el veu un observador, respecte al temps de l'observador.
El valor de la magnitud de la quatre velocitats d'un objecte, és a dir, la quantitat obtinguda aplicant el tensor mètric g a la quatre velocitats U, és a dir |U| ² = U ⋅ U = gμνUνUμ, és sempre igual. a ±c2, on c és la velocitat de la llum. Si s'aplica el signe més o menys depèn de l'elecció de la signatura mètrica. Per a un objecte en repòs, la seva velocitat de quatre és paral·lela a la direcció de la coordenada temporal amb U0 = c. Per tant, una velocitat de quatre és el vector tangent temporal normalitzat dirigit al futur a una línia del món, i és un vector contravariant. Tot i que és un vector, l'addició de dues velocitats de quatre no produeix una velocitat de quatre: l'espai de quatre velocitats no és en si mateix un espai vectorial.

## Velocitat
El camí d'un objecte a l'espai tridimensional (en un marc inercial) es pot expressar en termes de tres funcions de coordenades espacials xi(t) del temps t, on i és un índex que pren els valors 1, 2, 3.
Les tres coordenades formen el vector de posició 3D, escrit com a vector columna {\displaystyle {\vec {x}}(t)={\begin{bmatrix}x^{1}(t)\\[0.7ex]x^{2}(t)\\[0.7ex]x^{3}(t)\end{bmatrix}}\,.}
Les components de la velocitat {\displaystyle {\vec {u}}} (tangent a la corba) en qualsevol punt de la línia del món són
{\displaystyle {\vec {u}}={\begin{bmatrix}u^{1}\\u^{2}\\u^{3}\end{bmatrix}}={\frac {d{\vec {x}}}{dt}}={\begin{bmatrix}{\tfrac {dx^{1}}{dt}}\\{\tfrac {dx^{2}}{dt}}\\{\tfrac {dx^{3}}{dt}}\end{bmatrix}}.}Cada component s'escriu simplement {\displaystyle u^{i}={\frac {dx^{i}}{dt}}}

## Teoria de la relativitat
En la teoria de la relativitat d'Einstein, el camí d'un objecte que es mou amb relació a un marc de referència particular està definit per quatre funcions de coordenades xμ(τ), on μ és un índex espai-temps que pren el valor 0 per a la component temporal, i 1, 2, 3 per a les coordenades espacials. El zero component es defineix com la coordenada temporal multiplicada per c, {\displaystyle x^{0}=ct\,,}
Cada funció depèn d'un paràmetre τ anomenat temps propi. Com a vector columna, {\displaystyle \mathbf {x} ={\begin{bmatrix}x^{0}(\tau )\\x^{1}(\tau )\\x^{2}(\tau )\\x^{3}(\tau )\\\end{bmatrix}}\,.}

### Dilatació del temps
A partir de la dilatació del temps, les diferencials en el temps coordenat t i el temps propi τ es relacionen per {\displaystyle dt=\gamma (u)d\tau } on el factor Lorentz, {\displaystyle \gamma (u)={\frac {1}{\sqrt {1-{\frac {u^{2}}{c^{2}}}}}}\,,} és una funció de la norma euclidiana u del vector velocitat 3d {\displaystyle {\vec {u}}}: {\displaystyle u=\left\|\ {\vec {u}}\ \right\|={\sqrt {\left(u^{1}\right)^{2}+\left(u^{2}\right)^{2}+\left(u^{3}\right)^{2}}}\,.}

### Definició de les quatre velocitats
a velocitat de quatre és el quatre vector tangent d'una línia del món semblant al temps. Les quatre velocitats {\displaystyle \mathbf {U} } en qualsevol punt de la línia mundial {\displaystyle \mathbf {X} (\tau )} es defineix com: {\displaystyle \mathbf {U} ={\frac {d\mathbf {X} }{d\tau }}} on {\displaystyle \mathbf {X} } és la posició de quatre i {\displaystyle \tau } és el moment adequat.
Les quatre velocitats definides aquí utilitzant el temps adequat d'un objecte no existeixen per a les línies del món per a objectes sense massa, com ara els fotons que viatgen a la velocitat de la llum; tampoc no es defineix per a les línies del món taquiònics, on el vector tangent és espacial.